# Place Granvelle
 (juillet 2018).
Si vous disposez d'ouvrages ou d'articles de référence ou si vous connaissez des sites web de qualité traitant du thème abordé ici, merci de compléter l'article en donnant les références utiles à sa vérifiabilité et en les liant à la section « Notes et références ».
La promenade Granvelle est l'un des principaux jardins de Besançon

## Situation et accès
Située dans le quartier historique de la Boucle la place dessert, la rue Granvelle, la rue de la Préfecture, la rue Lacoré et la rue Mairet.

## Origine du nom
Elle rappelle le palais Granvelle dont elle était, pendant des siècles, le jardin privé.

## Historique
La promenade Granvelle est, à l'origine, un  jardin privé du palais Granvelle datant du XVIe siècle. C'était alors un jardin d'agrément planté d'essences rares et de simples et décoré d'un jet d'eau et d'un cadran solaire datant de 1541.
La municipalité s'en porte acquéreur en 1712. L'architecte municipal Alexandre Bertrand le réaménage à partir de 1778 et l'ouvre au public, c'est alors qu'il devient la promenade Granvelle qui recevra par la suite un kiosque à musique et plusieurs statues.

## Aménagements successifs
En 1778  commence la transformation des lieux en  promenade publique sous la direction de Bertrand. Celui-ci fait planter six rangées de tilleuls, installe un éphémère jet d'eau en 1779 et aménage des espaces gazonnés. En 1789, est construit un salon de rafraîchissement tenu par un limonadier qui assure également le gardiennage. Il est détruit en 1925 ; ne subsistent que les quatre colonnes du portique, destinées à servir de pergola. En 1881, la promenade est agrandie par l'acquisition, du jardin de l'hôtel Belin et par la démolition des écuries du palais. Le premier kiosque, installé en 1864, est remplacé par l'actuel (1884) et une fontaine Wallace installée la même année. Une grotte artificielle est construite en 1860 avec des matériaux provenant des aménagements paysagers de l'exposition internationale qui s'était tenue place de la Révolution ; elle sera ensuite déplacée et adossée aux édifices bordant la rue Mégevand sous la direction du paysagiste Brice Michel auteur de la fontaine originelle. 
En 1912, la famille Veil-Picard cède à la ville un groupe de maisons situées rue Mégevand. Elles seront détruites en 1925 pour permettre un nouvel agrandissement de la place. 
Trois monuments viennent s'ajouter au début du XXe siècle :
Celui à Victor Hugo par Just Becquet, inauguré en 1902 à l'occasion du centenaire de la naissance de l'écrivain à Besançon, celui dédié au peintre Théobald Chartran par Victor Ségoffin, inauguré en 1910 et, en 1924, un monument d'Alfred Boucher en l'honneur d' Adolphe Veil-Picard, bienfaiteur de la ville, vient compléter le patrimoine commémoratif des lieux.
Et, c'est en 1954 que le portail de l'église de l'ancien couvent des Grands Carmes est placé à l'entrée de la promenade, côté rue Mégevand.

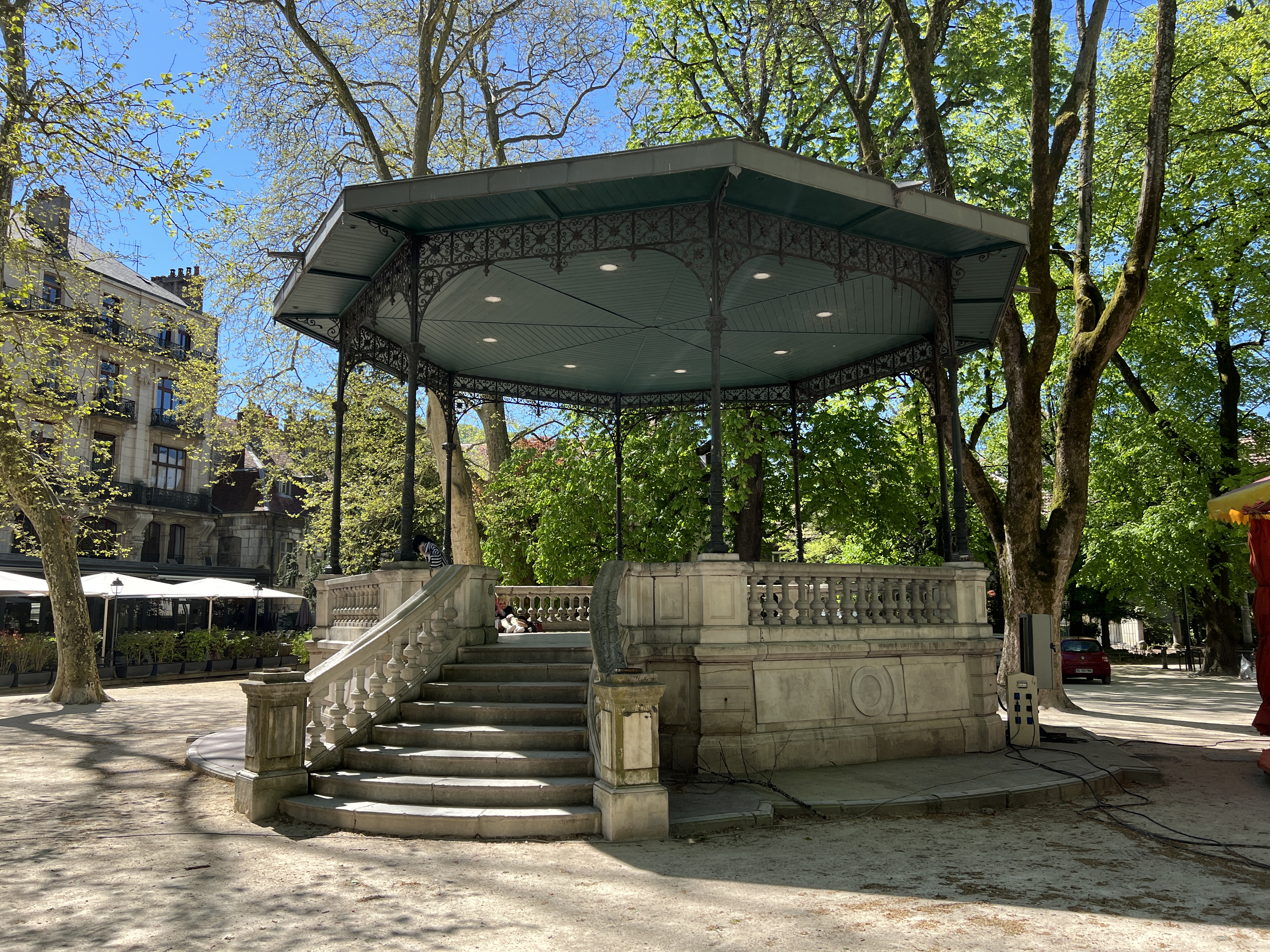
Le kiosque.
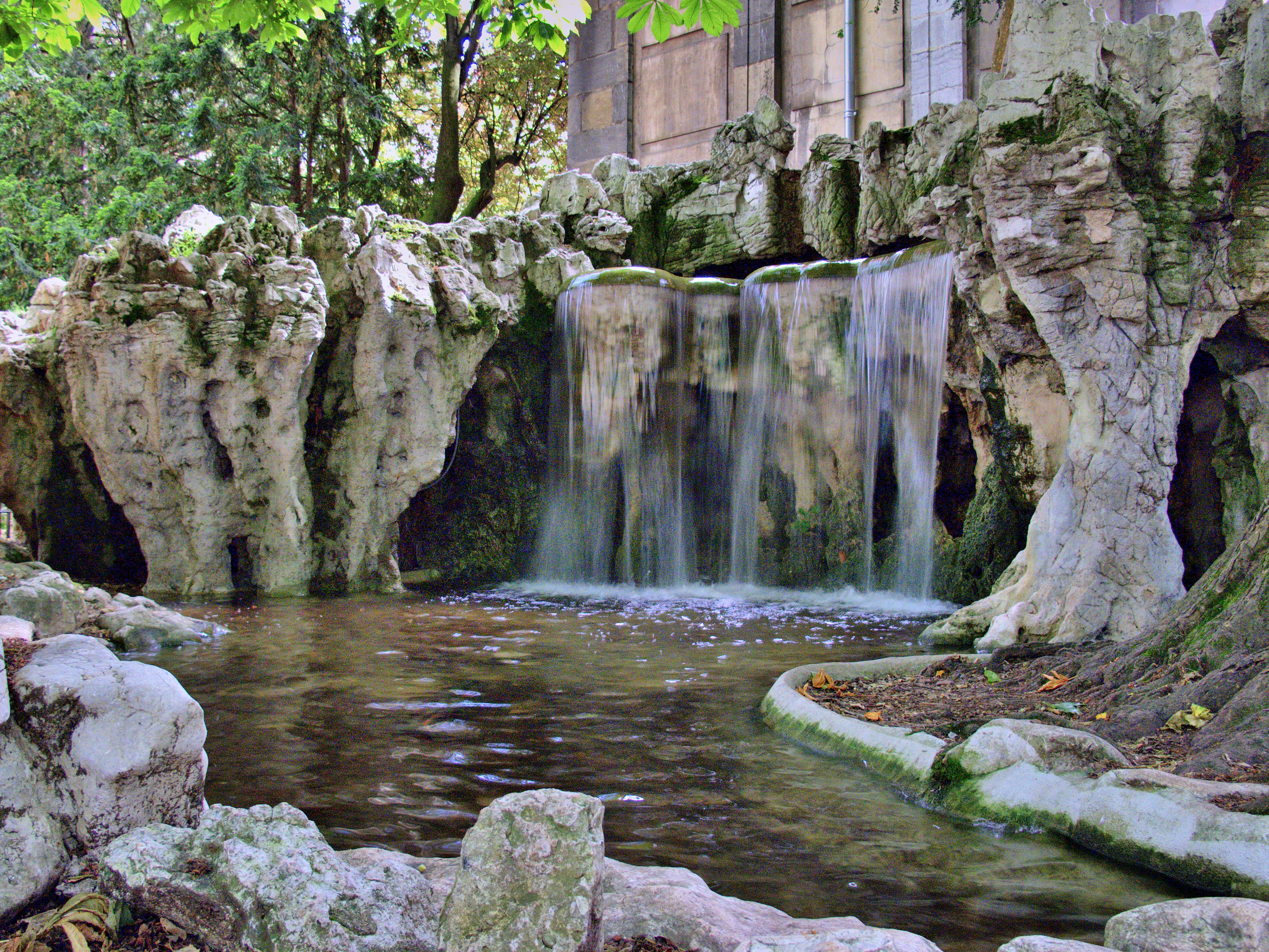
la cascade.
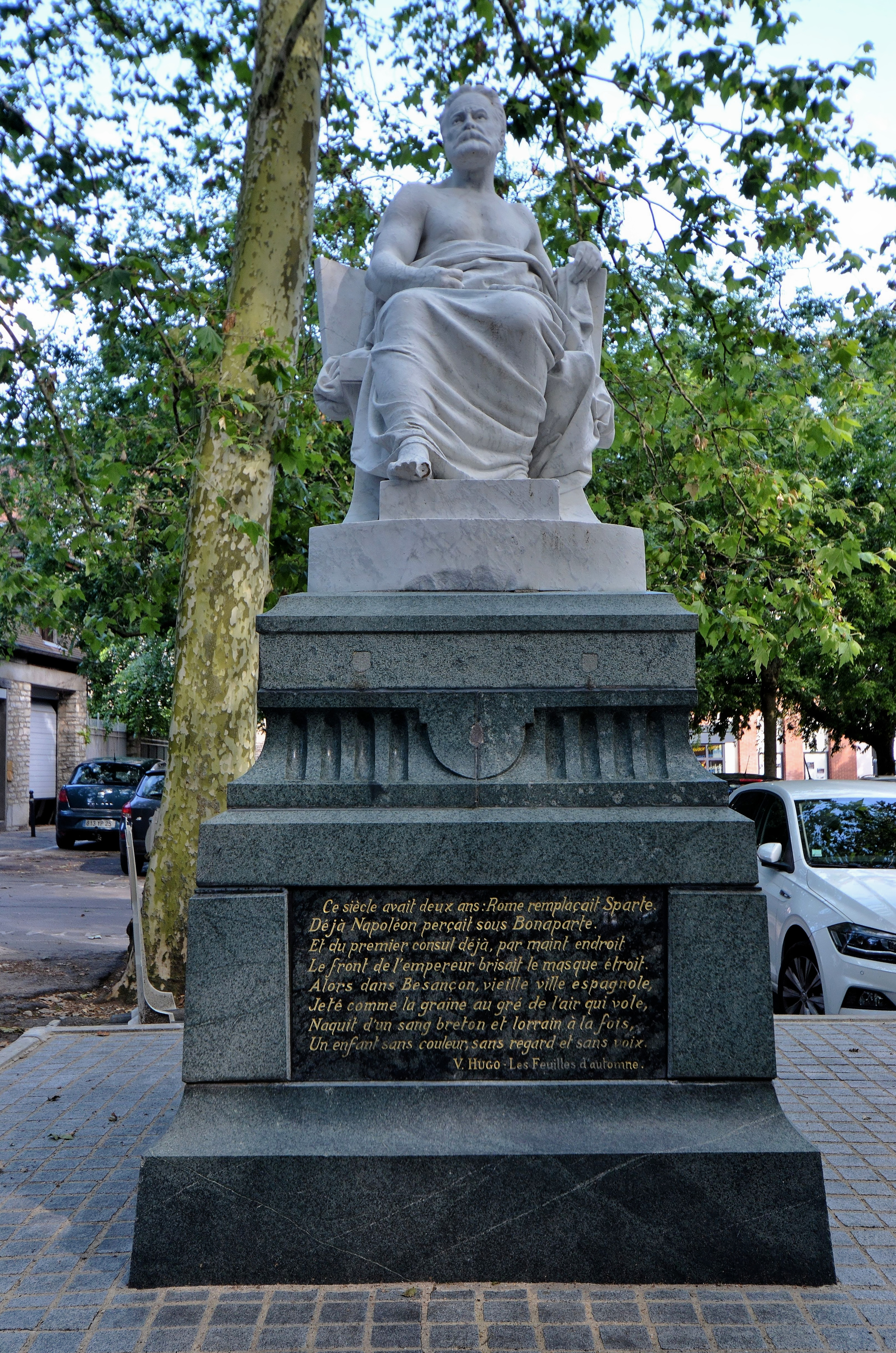
Statue de Victor Hugo.
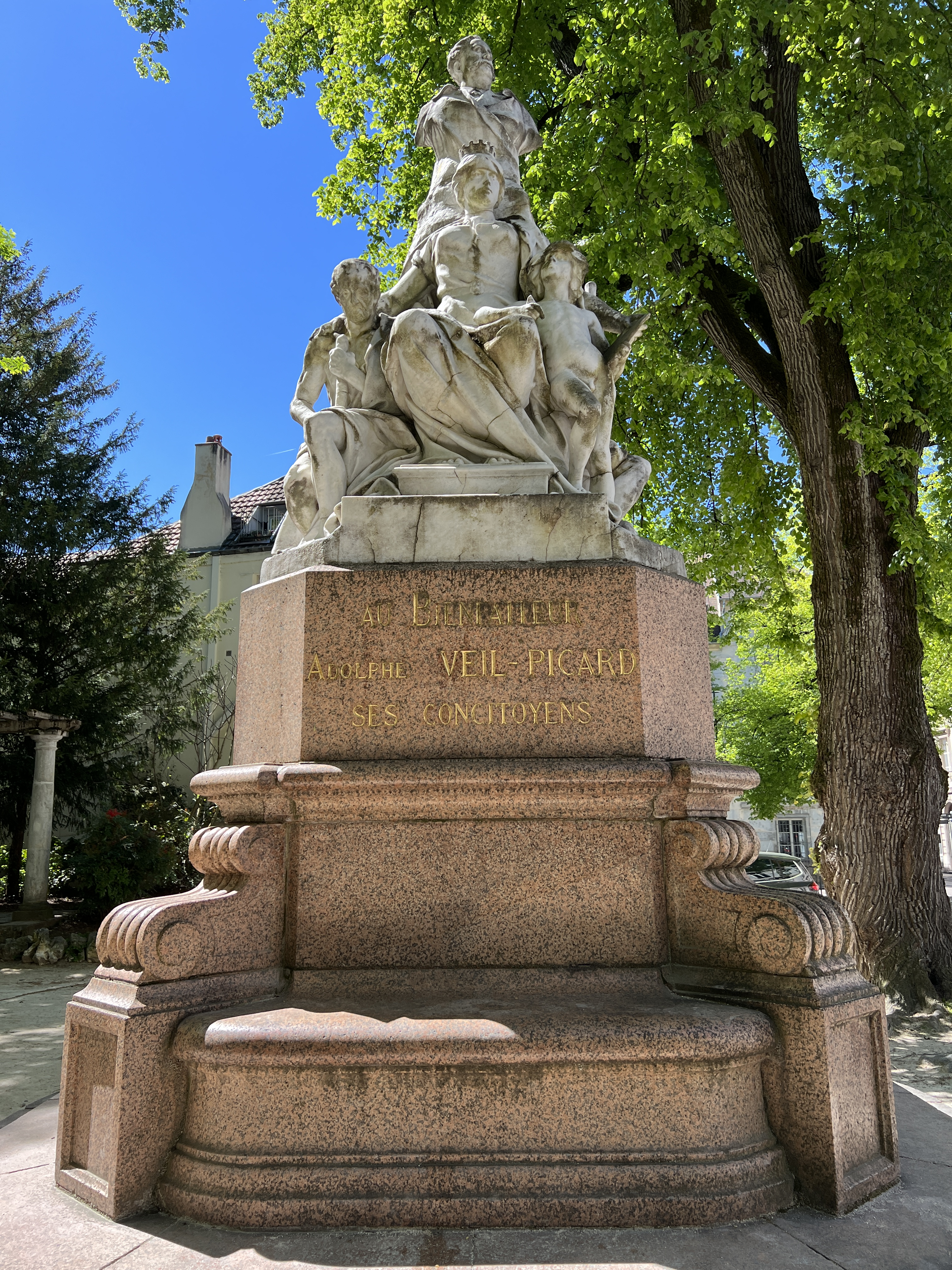
Statue d'Adolphe Picard.